# Mičihiro Ozava
Mičihiro Ozava (japonsko 小沢 通宏), japonski nogometaš, * 25. december 1932, Točigi, Japonska.
Za japonsko reprezentanco je odigral 36 uradnih tekem.